# Tepeköy (Sarayköy)
Tepeköy ist ein Dorf im Landkreis Sarayköy der türkischen Provinz Denizli. Tepeköy liegt etwa 37 km nordwestlich der Provinzhauptstadt Denizli und 13 km nordöstlich von Sarayköy. Tepeköy hatte laut der letzten Volkszählung 360 Einwohner (Stand Ende Dezember 2010).